# MSV Mährisch Weißkirchen
Der Militär-Sportverein Mährisch Weißkirchen war ein Fußballverein aus Mährisch Weißkirchen, dem heute in Tschechien gelegenen Hranice na Moravě.

## Geschichte
Über die Gründung des Vereins ist derzeit nichts bekannt. Die Fußballmannschaft nahm an der 1943 neu gegründeten Gauliga Böhmen-Mähren teil, Platzierungen und Endergebnis sind jedoch nur für die drei zuvorderstplatzierten Mannschaften MSV Brünn, MSV Kremsier und MSV Olmütz überliefert. Inwieweit zumindest zu Beginn der folgenden Spielzeit noch Spielbetrieb stattfand, ist unklar, der Verein ging jedoch mit dem Deutschen Reich unter.